# Letizia Battaglia

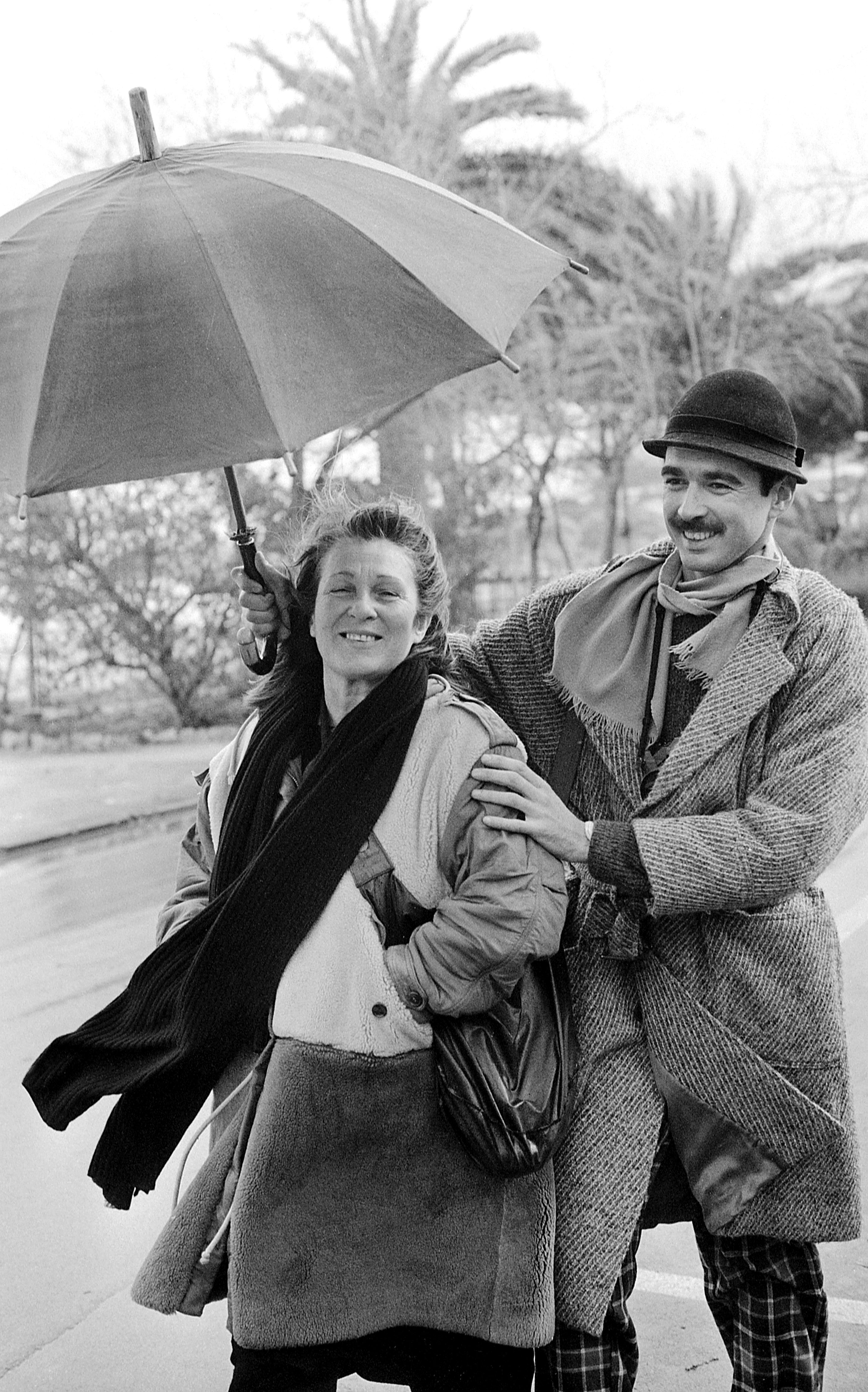
Letizia Battaglia und Franco Zecchin in Palermo, 1987

Letizia Battaglia (* 5. März 1935 in Palermo, Italien; † 13. April 2022 ebenda) war eine italienische Fotografin und Fotojournalistin.
Obwohl ihre Fotoarbeiten ein weites Spektrum des sizilianischen Lebens zeigen, erreichte Italiens erste Fotojournalistin insbesondere durch ihre herausragenden Bilder über die Mafia internationale Bekanntheit.

## Leben und Werk
Letizia Battaglias Geburtsort war Palermo, aber sie wuchs bis zum achten Lebensjahr in Triest auf. Die Rückkehr in die sizilianische Hauptstadt war für sie ein Schock, da ihr Vater sie nachmittags nach der Klosterschule zu Hause einsperrte. Nach den damaligen Traditionen durften Mädchen in Palermo nicht im Freien spielen.
Um alldem zu entkommen, heiratete sie bereits mit 16 Jahren den Erben einer regionalen Kaffeeröster-Fabrikantenfamilie. Schon mit 17 Jahren wurde sie zum ersten Mal Mutter und brachte insgesamt drei Töchter (Cinzia, Shobha und Patrizia) zur Welt. Ihre Tochter Shobha wurde ebenfalls eine erfolgreiche Fotografin.
Der Wunsch zu studieren, wurde Battaglia verwehrt. Nach fünfzehn Jahren als „den Traditionen angepasste Ehefrau“ erlitt sie einen Nervenzusammenbruch, einen psychisch bedingten Herzinfarkt. Weder Ärzte noch Psychotherapeuten konnten ihr helfen, bis sie sich einer Psychoanalyse unterzog und beschloss, ihrem Leben eine radikale Wendung zu geben. Sie verließ ihren Gatten und nahm die Kinder mit.
Battaglia ging nach Mailand und begann dort zunächst als Kulturkorrespondentin für die linke Tageszeitung L’Ora  zu schreiben. Zum Fotografieren kam sie, weil Fotos gefordert wurden. 1971 wurde sie geschieden. Zu dieser Zeit traf sie Franco Zecchin, der deutlich jünger war, aber in den folgenden 19 Jahren sowohl ihr Arbeits- als auch Lebenspartner wurde. Drei Jahre später kehrte sie als Chef-Fotografin und Reporterin für L’Ora mit ihm nach Palermo zurück. Von 1974 bis 1990, als die Tageszeitung aus ökonomischen Gründen aufgeben musste, folgte eine arbeitsreiche Lebensspanne im Dienst des Fotojournalismus.
Die 1980 entstandenen Aufnahme des von der Mafia ermordeten Piersanti Mattarella, mit seinem Bruder Sergio Mattarella, zählt zu Battagilas berühmtesten Aufnahmen

Link zum Bild

Dies war in Palermo die Zeit der blutigsten Mafiakriege um die Vorherrschaft unter den verschiedenen Clans der Cosa Nostra. Noch in der Dunkelkammer hörte die Journalistin den Polizeifunk ab und war immer eine der Ersten am Schauplatz der Schießereien. Zeitweise gab es beinahe jeden Tag mehrere Tote, manchmal fünf verschiedene Fälle am selben Tag. Zu den berühmtesten Aufnahmen der Fotografin aus dieser Zeit zählt das Foto des Politikers Piersanti Mattarella, der am 6. Januar 1980 auf dem Viale della Libertà von den Corleonesi (dem Mafiaclan Palermos) erschossen wurde. Sein Bruder, der spätere italienische Präsident Sergio Mattarella, zieht den tödlich Verwundeten aus dem Auto. Mit ihren Tatortfotos prangerte Letizia Battaglia die rohe Brutalität der Mafia an. Anders als in amerikanischen Spielfilmen zeigte sie der Welt das wahre Gesicht der Mafia, die zahlreichen Toten, ermordete Politiker und Richter in ihrem Blut, aber auch die trauernden Angehörigen.
Battaglia schuf damals rund 600.000 stets akkurate Schwarzweißaufnahmen. Sie dokumentierte die internen Kriege der Banden ebenso wie ihre Durchdringung und Wirkung auf die Zivilgesellschaft. Battaglia und Zecchin lieferten den internationalen Medien die repräsentativen Bilder der Mafia-Gewalttaten. Sie empfand sich manchmal wie ein bewegliches Leichenschauhaus. „Suddenly I had an archive of blood“ äußerte sie in einem Interview.
Dennoch sind ihre Aufnahmen niemals Paparazzi- oder Sensationsfotos, sondern halten in ihrer Komposition und Durchdachtheit den Ansprüchen hoher, künstlerischer Qualität stand. Die Verleihung renommierter internationaler Fotografenpreise belegt dies.
Battaglia setzte sich auch in der Umwelt- und Kommunalpolitik ein. Für ein paar Jahre wechselte sie hauptberuflich in die Politik, weil sie ihr Anliegen „eines von der Mafia befreiten Italiens“ damit besser voranbringen zu können glaubte. Sie war unter Leoluca Orlando im Stadtrat Palermos tätig und Abgeordnete der Anti-Mafia-Partei La Rete.
Anfang der 1990er-Jahre wurde Battaglia kommunale Dezernentin für Lebensqualität in Palermo. Sie ermöglichte die erste nennenswerte Kulturförderung der Stadt nach dem Zweiten Weltkrieg und ließ eine Promenade mit Bäumen am Meer anlegen, wo zuvor eine illegale Müllhalde lag, und Sitzbänke auf den kleinen Piazzas aufstellen. Sie erwarb sich bleibende Verdienste für die Erhaltung und Wiederbelebung der historischen Altstadt Palermos.
Nebenbei war Battaglia als Unternehmerin aktiv mit dem eigenen kleinen Buchverlag Edizioni della Battaglia, in dem sie andere Fotografen und Autoren publizierte. Sie war zudem Mitbegründerin einer feministischen Monats-Zeitschrift namens Mezzocielo. Auch für die Respektierung der Menschenrechte von Strafgefangenen setzte sie sich tatkräftig ein.
Battaglia gilt als Italiens größte Fotoreporterin; sie wurde in der ganzen Welt mit Ausstellungen und Auszeichnungen geehrt.

## Auszeichnungen
- 1985 bekam Battaglia den nach W. Eugene Smith benannten Grant in Humanistic Photography.[7]
- 1999 erhielt sie den Photography Lifetime Achievement des International Fund for Documentar Photography.[8]
- In Deutschland wurde sie 2007 auf dem Fotofestival Mannheim/Ludwigshafen/Heidelberg mit der höchsten deutschen Auszeichnung für journalistische Fotografie, dem Dr.-Erich-Salomon-Preis, bedacht.[9]
- 2019 erhielt Battaglia den Kythera-Preis.[10]

## Bücher
- Passion, Justice, Freedom – Photographs of Sicily. Aperture Foundation, Gordonsville (VA) 1999, ISBN 0-89381-888-7.
  - Leidenschaft, Gerechtigkeit, Freiheit. Sizilianische Fotos. Zweitausendeins, Frankfurt 1999, ISBN 3-86150-316-6.
    - Rezension von Marguerite Shore in PART, 2002 (englisch).

## Filme
- 2004: Daniela Zanzotto (Drehbuch/Regie): Battaglia, 58-minütiger Dokumentarfilm, England 2004, uraufgeführt auf dem Sheffield International Documentary Festival 2004.[11][12]
- 2008: Wim Wenders: Palermo Shooting, persönlicher Kurzauftritt im 124-minütigem Spielfilm, Deutschland 2008, uraufgeführt am 24. Mai 2008 beim Cannes Film Festival.[13]
- 2019: Kim Longinotto (Drehbuch/Regie): Shooting the Mafia, 94-minütiges Dokumentarfilm-Porträt über Letizia Battaglia, Irland 2019, welturaufgeführt am 25. Januar 2019 auf dem Sundance Film Festival.[14]